# Sumurgede (Godong)
Sumurgede is een bestuurslaag in het regentschap Grobogan van de provincie Midden-Java, Indonesië. Sumurgede telt 2599 inwoners (volkstelling 2010).